# Erik Brogren
Per Axel Erik Brogren, född 28 juni 1871 i Stjärnorps församling, död 25 december 1932 i Göteborg, var en svensk journalist och författare.

## Biografi
Föräldrar var kyrkoherden John Wilhelm Brogren och Louise Petersson. Han tog studentexamen 1889 och filosofie kandidatexamen vid Uppsala universitet 1893. Därefter studerade Brogren katolsk teologi 1899-1900 i Eichstätt och München. I debutverket En ynglingasaga (1901), skildras hans omvändelse från esteticism till katolsk religiositet. Bland hans senare diktsamlingar märks Psalmernas bok (1910) och Psyke (1912). Som dramatiker framträdde Brogren även med versdramat I dödens skugga (tryckt i diktsamlingen Medusa (1902)), samt Natten: nutida mortalitet (1920). Han var gift med författaren Gertrud Almqvist-Brogren.

### Redaktör
- Biografen : organ för kineomatografisk konst, litteratur, teknik och filmrörelse. Stockholm: Biografen. 1913-1915. Libris 19507839. http://urn.kb.se/resolve?urn=urn:nbn:se:kb:eod-2177919 - Redaktör och ansvarig utgivare Erik Brogren.

### Översättningar
- E. T. A. Hoffmann: Djäfvulselixiret: Kapucinermunken broder Medardus' efterlämnade papper (Bonnier, 1904)
- Sil-Vara: Brittiska personligheter (Norstedt, 1918)
- Arthur Stiehler: Guldmakaren: roman ur grevinnan, Kosels och porslinets uppfinnare Böttgers levnad (Ljus, 1920) (Goldene Berge)
- Zdensko von Kraft: Maria Theresia: historisk roman (Ljus, 1920)